# Juvrecourt
Juvrecourt est une commune française située dans le département de Meurthe-et-Moselle en région Grand Est.

## Géographie
Le village est situé sur la gauche de la route allant de Moyenvic à Lunéville.
Le sud du territoire de la commune est traversé par la Loutre Noire, un affluent de la Seille.
Cette commune fut un village-frontière avec l'Allemagne entre 1871 et 1918.
| Vic-sur-Seille Moselle |                      | Moyenvic Moselle |
| Arracourt              | Juvrecourt           | Xanrey Moselle   |
|                        | Réchicourt-la-petite |                  |

### Hydrographie
La commune est dans le bassin versant du Rhin au sein du bassin Rhin-Meuse. Elle est drainée par la Loutre Noire et le ruisseau du Breuil,.
La Loutre Noire, d'une longueur de 18 km, prend sa source dans la commune de Réchicourt-la-Petite et se jette  dans la Seille à Moncel-sur-Seille, après avoir traversé sept communes. 

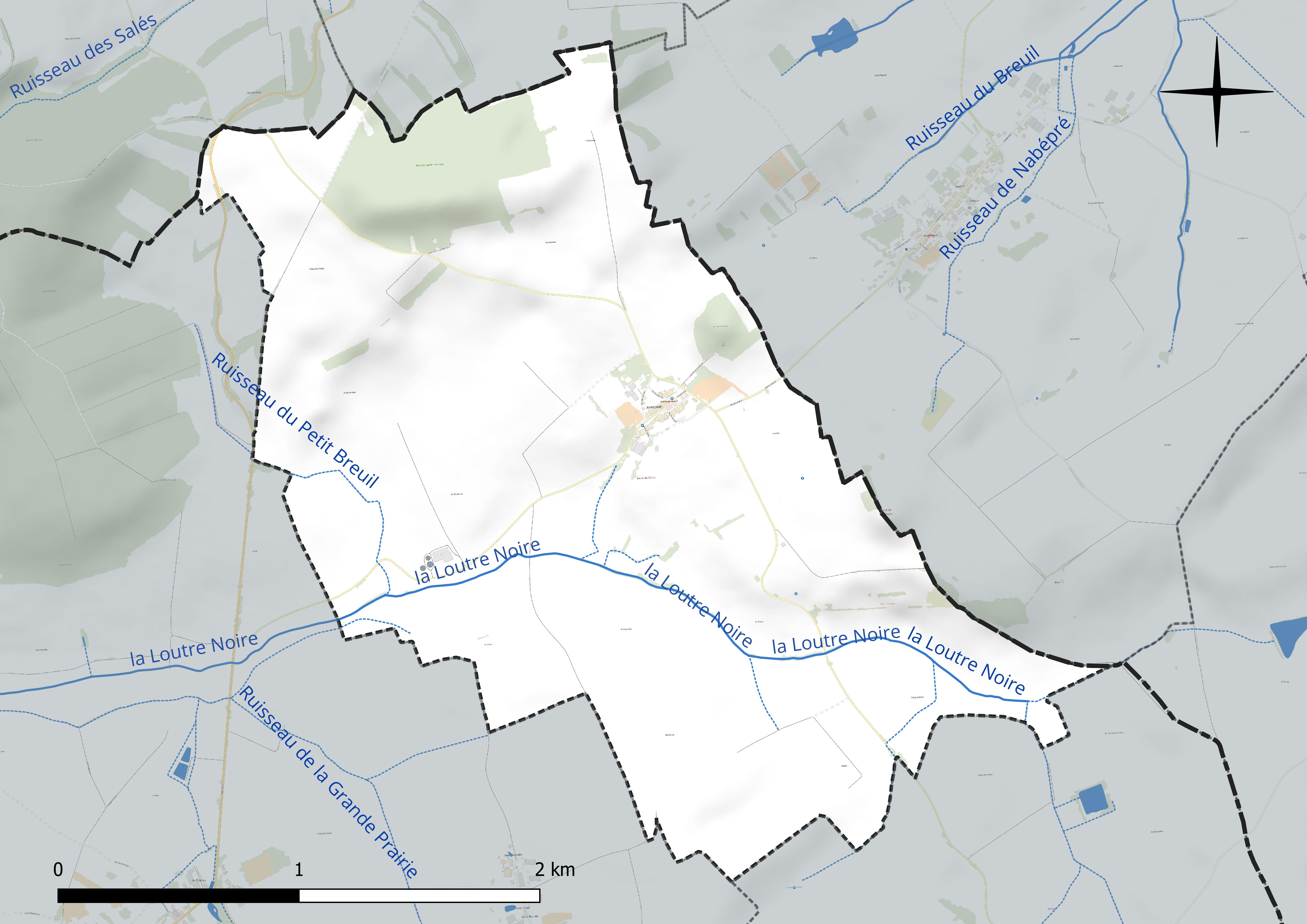
Réseau hydrographique de Juvrecourt.

### Climat
Pour des articles plus généraux, voir Climat du Grand Est et Climat de Meurthe-et-Moselle.
En 2010, le climat de la commune est de type climat des marges montargnardes, selon une étude du Centre national de la recherche scientifique s'appuyant sur une série de données couvrant la période 1971-2000. En 2020, Météo-France publie une typologie des climats de la France métropolitaine dans laquelle la commune est exposée à un climat semi-continental et est dans la région climatique  Lorraine, plateau de Langres, Morvan, caractérisée par un hiver rude (1,5 °C), des vents modérés et des brouillards fréquents en automne et hiver. 
Pour la période 1971-2000, la température annuelle moyenne est de 9,6 °C, avec une amplitude thermique annuelle de 17 °C. Le cumul annuel moyen de précipitations est de 837 mm, avec 12,1 jours de précipitations en janvier et 9,6 jours en juillet. Pour la période 1991-2020, la température moyenne annuelle observée sur la station météorologique de Météo-France la plus proche, « Rodalbe », sur la commune de Rodalbe à 21 km à vol d'oiseau, est de 10,6 °C et le cumul annuel moyen de précipitations est de 737,2 mm. 
La température maximale relevée sur cette station est de 38,7 °C, atteinte le 24 juillet 2019 ; la température minimale est de −18,1 °C, atteinte le 26 décembre 2010,,. 
Les paramètres climatiques de la commune ont été estimés pour le milieu du siècle (2041-2070) selon différents scénarios d'émission de gaz à effet de serre à partir des nouvelles projections climatiques de référence DRIAS-2020. Ils sont consultables sur un site dédié publié par Météo-France en novembre 2022.

## Urbanisme

### Typologie
Au 1er janvier 2024, Juvrecourt est catégorisée commune rurale à habitat dispersé, selon la nouvelle grille communale de densité à sept niveaux définie par l'Insee en 2022.
Elle est située hors unité urbaine. Par ailleurs la commune fait partie de l'aire d'attraction de Nancy, dont elle est une commune de la couronne,. Cette aire, qui regroupe 353 communes, est catégorisée dans les aires de 200 000 à moins de 700 000 habitants,.

### Occupation des sols
L'occupation des sols de la commune, telle qu'elle ressort de la base de données européenne d’occupation biophysique des sols Corine Land Cover (CLC), est marquée par l'importance des territoires agricoles (93,6 % en 2018), une proportion identique à celle de 1990 (93,6 %). La répartition détaillée en 2018 est la suivante : 
terres arables (75,5 %), zones agricoles hétérogènes (17 %), forêts (6,4 %), prairies (1,2 %). L'évolution de l’occupation des sols de la commune et de ses infrastructures peut être observée sur les différentes représentations cartographiques du territoire : la carte de Cassini (XVIIIe siècle), la carte d'état-major (1820-1866) et les cartes ou photos aériennes de l'IGN pour la période actuelle (1950 à aujourd'hui).

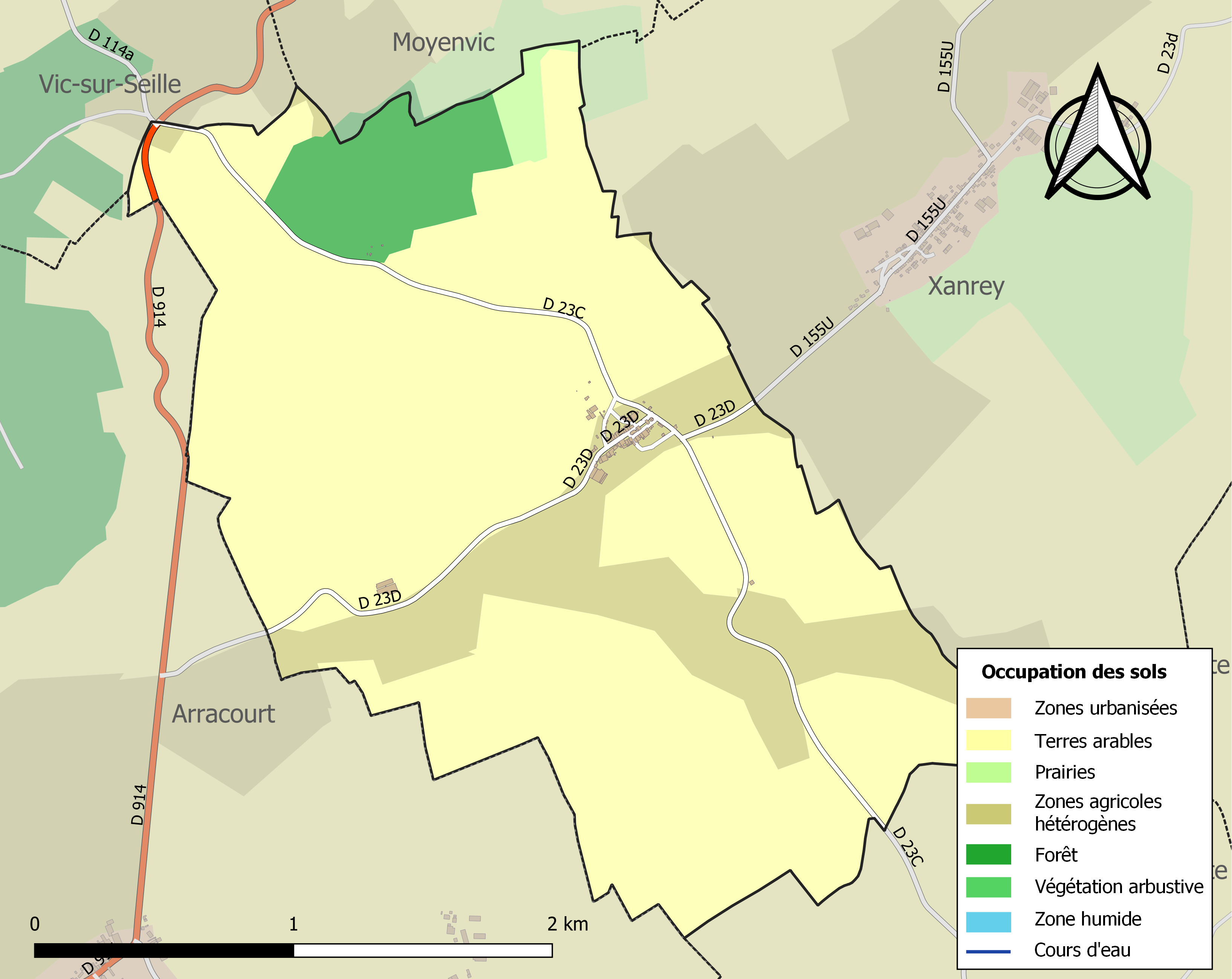
Carte des infrastructures et de l'occupation des sols de la commune en 2018 (CLC).

## Toponymie
Le nom de la localité est attesté sous les formes Givricourt (1152) ; Geveroucourt (1178) ; Gievrecourt, Gyevrecourt, Gieuvercourt (1476) ; Gieuvrecourt (1553) ; Givrecourt (1600).
Il peut s'agir d’une formation gauloise ou gallo-romane initiale en -(i)acum « lieu de, propriété de », suffixe précédé du nom de personne gaulois Gabrius (dérivé de gabros  « chèvre ») qui  donné Givry auquel a été adjoint l’appellatif -court « cour, cour de ferme, ferme » au Moyen Âge.

## Histoire
Pour ce qui est de la période antique, deux sites de villas gallo-romaines ont été découverts sur le ban de la commune ; aujourd'hui, en raison des travaux aratoires, ces vestiges sont presque totalement disparus.
On a trouvé les restes d'un cimetière mérovingien sur la colline entre Juvrecourt et Xanrey.
Une voie romaine traversait le territoire communal, à l'ouest du bois de Saint-Piamont.
Au Moyen Âge,  Juvrecourt était une généralité et une coutume de Metz et relevait du bailliage de Vic. L'église dépendait de la collégiale de Vic-sur-Seille.
Le dernier comte de Juvrecourt est mort à Florence le 18 octobre 1751.
En 1790, Juvrecourt a fait partie du canton d'Arracourt avant que celui-ci soit absorbé par le canton de Vic-sur-Seille. Après le traité de Francfort de 1870, elle a intégré le nouveau canton d'Arracourt avec les huit autres communes restées françaises.
En 1820, la commune comptait 283 individus, représentant 67 ménages, 44 maisons et un moulin à grain. Sa superficie de 548 ha était utilisée pour 424 en labours, 88 en prés et 27 en bois. La commune de Xanrey était alors une annexe de Juvrecourt.
En 1912, les hommes de la commune ont été mobilisés à la suite d'une erreur du receveur des postes d'Arracourt qui avait cru recevoir un ordre de mobilisation générale annonçant l'entrée en guerre de la France.

## Politique et administration
| Période                                  | Période  | Identité            | Étiquette | Qualité               |
| ---------------------------------------- | -------- | ------------------- | --------- | --------------------- |
| Les données manquantes sont à compléter. |          |                     |           |                       |
|                                          | 191.     | V. Grimard          |           | Agriculteur           |
| 1913                                     | 1938     | Joseph Jollain      |           | Agriculteur           |
| 1938                                     | 1950     | Paul Poncin         |           | Agriculteur           |
| 1950                                     | 1983     | Louis Jollain       |           | Agriculteur           |
| 1983                                     | 2001     | Georges Scheidecker |           | Agriculteur           |
| mars 2001                                | mai 2020 | Guy Bientz          |           | Cadre (secteur privé) |
| mai 2020                                 | En cours | Pascal Lamy,        |           | Profession libérale   |

## Population et société

### Démographie
L'évolution du nombre d'habitants est connue à travers les recensements de la population effectués dans la commune depuis 1793. Pour les communes de moins de 10 000 habitants, une enquête de recensement portant sur toute la population est réalisée tous les cinq ans, les populations de référence des années intermédiaires étant quant à elles estimées par interpolation ou extrapolation. Pour la commune, le premier recensement exhaustif entrant dans le cadre du nouveau dispositif a été réalisé en 2007.

En 2022, la commune comptait 42 habitants, en évolution de −31,15 % par rapport à 2016 (Meurthe-et-Moselle : −0,13 %, France hors Mayotte : +2,11 %).
| 1793 | 1800 | 1806 | 1821 | 1831 | 1836 | 1841 | 1846 | 1851 |
| ---- | ---- | ---- | ---- | ---- | ---- | ---- | ---- | ---- |
| 237  | 266  | 274  | 283  | 285  | 295  | 258  | 271  | 258  |

| 1856 | 1861 | 1872 | 1876 | 1881 | 1886 | 1891 | 1896 | 1901 |
| ---- | ---- | ---- | ---- | ---- | ---- | ---- | ---- | ---- |
| 242  | 261  | 230  | 227  | 212  | 212  | 198  | 182  | 176  |

| 1906 | 1911 | 1921 | 1926 | 1931 | 1936 | 1946 | 1954 | 1962 |
| ---- | ---- | ---- | ---- | ---- | ---- | ---- | ---- | ---- |
| 174  | 177  | 140  | 113  | 96   | 87   | 120  | 79   | 73   |

| 1968 | 1975 | 1982 | 1990 | 1999 | 2006 | 2007 | 2012 | 2017 |
| ---- | ---- | ---- | ---- | ---- | ---- | ---- | ---- | ---- |
| 62   | 57   | 49   | 51   | 54   | 65   | 67   | 65   | 58   |

| 2022 | - | - | - | - | - | - | - | - |
| ---- | - | - | - | - | - | - | - | - |
| 42   | - | - | - | - | - | - | - | - |

## Culture locale et patrimoine

### Lieux et monuments
- Existence d'une nécropole mérovingienne.
- L'église XIXe possède une sculpture  de la Vierge en bois, réalisée  vers 1510 par les ateliers de Tilman Riemenschneider. Elle est classée aux monuments historiques.

### Héraldique
| Blason de Juvrecourt | Blason  | D'azur à la fasce d'or accompagnée de trois besants d'argent rangés en chef et d'une croisette du même en pointe. |
| Blason de Juvrecourt | Détails | Le statut officiel du blason reste à déterminer.                                                                  |